# Sciapus oldroydi
Sciapus oldroydi är en tvåvingeart som beskrevs av Haider 1957. Sciapus oldroydi ingår i släktet Sciapus och familjen styltflugor. Inga underarter finns listade i Catalogue of Life.